# Об'єднане ядро Linux
Об'єднане ядро Linux (англ. Linux Unified Kernel, Longene  або неформ.  LUK) — це ядро операційної системи, розраховане на бінарну сумісність застосунків і драйверів пристроїв, що використовуються в Microsoft Windows і Linux, без використання віртуалізації або емуляції  . 
Проєкт написаний на мові C, є вільним програмним забезпеченням з відкритим вихідним кодом і використовує ліцензію GPL версії 2  . Перший випуск відбувся в 2006 році.